# 冠山峠道路

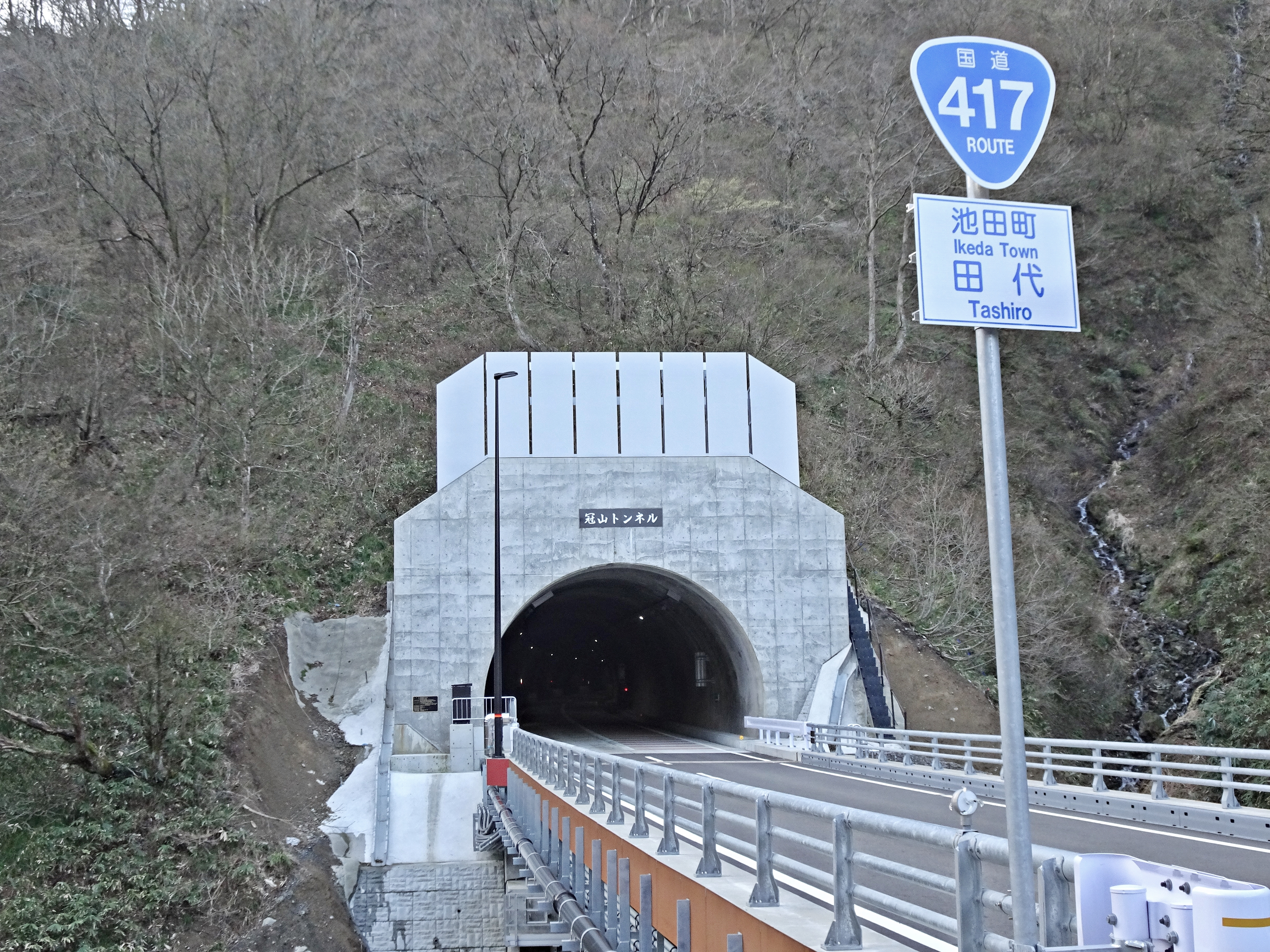
冠山トンネル開口部（池田町側）

冠山峠道路（かんむりやまとうげどうろ）は、岐阜県揖斐郡揖斐川町塚奥山から福井県今立郡池田町田代に至る、延長7.8 km（キロメートル）の国道417号の道路である。2023年（令和5年）11月19日に開通した。

## 概要
2023年（令和5年）4月時点で国道417号の当該区間は7.6 kmが自動車通行不能区間とされ、直線距離で7.1 km（福井側3.2 km、岐阜側3.9 km）にわたって未整備であり、両県の端点を冠山峠を経由する延長19.4 kmの林道塚線及び林道冠山線を代替路として接続していた。しかし両林道とも幅員が狭小で急カーブ・急勾配が連続する線形不良箇所が多く、大型車の通行は困難であり、冬期及び土砂災害時は通行止めとなるので、年間通行止め日数は170日を超える。
そのため、福井・岐阜県境の冠山直下を通る冠山トンネル（建設時仮称・冠山峠2号トンネル）と岐阜側の塚宮ケ原トンネル（建設時仮称・冠山峠1号トンネル）を掘削し、福井側の河内田代バイパス（2002年（平成14年）10月18日供用開始）と岐阜側の徳山バイパス（2006年（平成18年）9月22日供用開始）に接続し、交通不能区間の解消及び冬期通行止め区間の解消による安定した通行の確保を目的として計画された。
2003年（平成15年）4月2日に事業化され、トンネルの完成目標は2012年度（平成24年度）とされていたが、事業認定告示は2011年（平成23年）7月19日と遅れ、2014年（平成26年）5月17日に冠山トンネルの建設に着手、2016年（平成28年）7月5日に塚宮ケ原トンネルの建設に着手した。
ルート案では、冠山周辺が険しい山岳地帯であり、猛禽類が生息する地域でもあるため、計画延長の約8割をトンネルとする。残りの区間も豪雪地帯であることを考慮して、日当たりが良く雪解けの早い南側斜面（揖斐川支流シタ谷沿い）を通過するルートを選んでいる。冠山トンネルは全長4,834 mの長大トンネルとなり、塚宮ケ原トンネルも全長1,238 mとなった。
国土交通省近畿地方整備局の試算によると、全通すると福井県鯖江市から岐阜県大垣市への所要時間が国道8号・国道21号経由時の約3時間（林道冠山線経由時は約3時間30分）から約2時間20分に短縮される。また、福井県池田町から岐阜県揖斐川町への所要時間も同様に、高速道路利用時の149分から85分に短縮され、移動距離が86 km、所要時間が約64分短縮される。
道路の走行性・安全性・確実性の改善効果として、冠山峠道路整備前は林道内に73箇所あった急カーブが、冠山峠道路整備後は線形不良箇所が全て解消され、道路幅員も3.6 m（車道3.0 m）から7.0 m（車道5.5 m）に拡がり、車両のすれ違いも可能となる。また、車両通行規制及び冬期通行規制も解消される。なお、冠山峠道路（池田町志津原 - 岐阜県揖斐川町）の除雪体制（福井県側除雪延長：約8km、岐阜県側除雪延長：約9km）について、福井県は除雪ドーザ2台（18t・19t）、ロータリ2台、岐阜県は除雪ドーザ3台（14t・11t・8t）、ロータリ2台をそれぞれ導入し、積雪深10cmで除雪を開始する。また、積雪深計も福井県池田町田代と岐阜県揖斐川町塚奥山にそれぞれ1基設置して積雪状況を監視する。
なお、2025年（令和7年）2月4日から「雪崩に対する安全性確認、およびその対策」のため、池田町志津原から揖斐川町鶴見までの区間が通行止めとなっていた。同年3月29日から池田町田代の一部区間で落雪のおそれにより片側交互通行となっている。
中部圏9県3政令市による中部圏開発整備地方協議会は、北陸新幹線の敦賀駅延伸開業に合わせた2022年度（令和4年度）までの供用を要望していた。
冠山峠道路は2023年（令和5年）11月19日に開通し、駐車場が設けられていた徳山バイパスの終点部分が開通に併せて「冠山ポケットパーク」として再整備され、岐阜県知事古田肇揮毫による「冠山峠道路 開通記念碑」と沿革を記した石碑が設置されている。

### 路線データ
- 起点：岐阜県揖斐郡揖斐川町塚奥山[21]
- 終点：福井県今立郡池田町田代[21]
- 計画延長：7.8 km[21]
- 道路幅員：7.0 m（車道幅員5.5 m：2.75 m×2車線）[21]
- 構造規格：第3種第4級[21]
- 車線数：2車線[21]
- 設計速度：50 km/h[21]
- 計画交通量：1,800台/日（事業化時点では3,100台/日）
- 事業主体：国土交通省近畿地方整備局福井河川国道事務所（直轄権限代行）[21]
- 全体事業費：約323億円（事業費の見直しにより93億円の増額）
  - 地質調査の結果から「トンネルの支保パターン及び補助工法の追加」による増額：29億円、「橋梁区間の地質条件の変更」に伴う増額：4億円
  - トンネル掘削土の運搬距離の変更に伴う増額：38億円
  - 新技術の導入により約1億円のコスト縮減
  - 物価上昇の影響による資機材費及び労務費の価格上昇に伴う増額：23.4億円
  - 掘削土の搬出先の変更により約4000万円のコスト縮減

## 沿革
- 1989年度（平成元年度） - 岐阜県と合同で概略ルート調査を実施。
  - 12月 - 「冠山トンネル（国道417号）早期開通促進期成同盟会」設立（大垣市長、揖斐川町長、鯖江市長、池田町長）。
- 1995年度（平成7年度） - 建設省直轄による「幹線道路整備計画調査」を採択し、整備効果調査を着手。
  - 12月 - 福井県池田町で福井・岐阜両県の沿線住民による「新たなる地域の連携を求めて・冠山峠を越えて」と題したシンポジウムを開催。
- 1997年度（平成9年度） - 建設省が「直轄国道計画調査」に着手。
- 1999年度（平成11年度） - 建設省が「冠山地域環境調査委員会」を開催。
  - 11月 - 「冠山トンネル（国道417号）早期開通促進福井県連絡協議会」設立（鯖江商工会議所会頭、池田町商工会長、越前市商工会長）。
- 2000年度（平成12年度） - 建設省が「新規着工準備箇所」として調査に着手。2002年度（平成14年度）まで実施。
- 2003年（平成15年）4月2日 - 国土交通省が新規事業化箇所として採択。
- 2007年度（平成19年度） - 用地買収に着手。
- 2008年度（平成20年度） - 工事用道路に着手。
- 2009年度（平成21年度） - 橋梁下部工事に着手。
- 2011年（平成23年）7月19日 - 土地収用法（昭和26年法律219号）に基づく事業認定告示[6]。
- 2014年（平成26年）5月17日 - 冠山峠2号トンネル（仮称）工事に着手[7]。
- 2016年（平成28年）7月5日 - 冠山峠1号トンネル（仮称）の掘削に着手[9]。
- 2017年（平成29年）7月31日 - 冠山峠1号トンネル（仮称）が貫通[22]。
- 2019年（令和元年）5月28日 - 冠山峠2号トンネル（仮称）が福井県と岐阜県の県境に到達[23][24]。
- 2020年（令和2年）11月4日 - 冠山峠2号トンネル（仮称）が貫通[25]。
- 2023年（令和5年）
  - 3月10日 - ドライブコースの愛称を募集（4月10日まで）[26]。
  - 8月7日 - ドライブコースの愛称を「クラウンロード」に決定[26]。
  - 9月29日 - 供用開始予定日公表。構造物名称公表[1]。
  - 11月19日 - 14時から福井県池田町立池田中学校で開通式典実施、17時供用開始[1]。開通記念碑除幕式実施[20]。

## 路線状況

### 愛称
冠山峠道路の沿線市町等で構成する冠山峠道路（国道417号）建設促進期成同盟会は、岐阜県揖斐川町から福井県池田町までの区間（延長約46 km）をドライブコースとして位置付け、ドライブコースの愛称を募集した。愛称の募集は2023年（令和5年）3月10日から同年4月10日まで行われ、同年4月28日開催の同盟会幹事会で、応募された706件の愛称案から「クラウンロード」「冠山パノラマロード」「冠山街道」「冠山やまなみ街道」の4案に絞り込んだ。同年5月19日から同年6月9日までの期間で決選投票を行い、全国から応募された767件の投票から最多得票となった「クラウンロード」を同年8月7日開催の同盟会総会でドライブコース愛称として選定した。

#### ドライブコースの対象区間
- 起点：奥いび湖大橋交差点（岐阜県揖斐郡揖斐川町東横山）
- 終点：福井県今立郡池田町市交差点（福井県今立郡池田町市）
- 延長：約46 km

### 主要構造物
冠山峠道路のトンネル名及び橋梁名は、関係自治体からの意見を踏まえ、道路管理者（福井県・岐阜県）により下記の通り決定されている。
- 塚宮ケ原トンネル（つかみやがはらトンネル）：計画延長1,238 m（NATM、2車線）[注釈 6]。建設時仮称は冠山峠1号トンネル。
- 冠山トンネル（かんむりやまトンネル）：計画延長4,834 m（NATM、2車線[10]）。建設時仮称は冠山峠2号トンネル。
- 品谷橋（ひんたにはし）：75.0 m（支間長：73.8 m、単純細幅箱桁橋）建設時仮称は第1号橋。
- シタ谷1号橋（シタたに1ごうきょう）：16.0 m（支間長：15.3 m、PC単純プレテン中空床版橋）建設時仮称は第1-2号橋。
- シタ谷2号橋（シタたに2ごうきょう）：74.0 m（支間長：37.35 m+34.35 m、PC2径間連結コンポ橋）建設時仮称は第2号橋。
- シタ谷3号橋（シタたに3ごうきょう）：39.5 m（鋼単純合成少数鈑桁橋）建設時仮称は第3号橋。
- シタ谷4号橋（シタたに4ごうきょう）：37.5 m（支間長：35.2 m、PC単純コンポ橋）建設時仮称は第4号橋。
- シタ谷5号橋（シタたに5ごうきょう）：120.0 m（支間長：38.25 m+38.90 m+38.20 m、PC3径間連結コンポ橋）建設時仮称は第5号橋。
- 足羽源流橋（あすわげんりゅうばし）：38.5 m（鋼単純合成少数鈑桁橋）建設時仮称は第6号橋。
  - 上記の通り、橋梁はPC橋4橋、鋼橋3橋が建設されている。

### 路線の管理
道路法（昭和27年法律第180号）第19条第1項の規定に基づき、岐阜県と福井県との行政区域の境界に係る道路の管理について両県が協議を行い、冠山トンネル（延長4,830.4m：岐阜県1,493.1m、福井県3,337.3m）について福井県が管理者となる協定を締結している。

### 開通後の効果
2024年（令和6年）3月21日、国土交通省近畿地方整備局は冠山峠道路開通後の効果についての速報を公表し、開通した2023年（令和5年）11月19日から2024年（令和6年）3月19日までの121日間の前年比較で、通行止め日数が開通前の121日から開通後は福井県池田町に大雪警報の発令された3日間に激減し、平日昼間12時間の交通量も、開通前は冬期通行止めによる0台から開通後は789台に増加した（調査日：2023年12月14日）。
また、福井県池田町から岐阜県揖斐川町への所要時間も、開通後は実測値で83分に短縮され、移動距離が86 km、所要時間が約66分それぞれ短縮されている。
冬期の沿線施設の利用状況についても併せて公表されており、福井県池田町のまちの駅「こってコテいけだ」は12月1日から1月31日までの2ヶ月間の来場者数が開通前の約6,300人から開通後は8,300人へ約1.3倍増加し、同期間の県外利用割合は開通前の3%から開通後は26%へ約9倍増加している。同様に岐阜県揖斐川町の道の駅「星のふる里ふじはし」についても同期間の来場者数が開通前の約6,900人から開通後は12,300人へ約1.8倍増加し、同期間の県外利用割合は開通前の23%から開通後は36%へ約1.6倍増加している。
2024年（令和6年）12月19日、国土交通省近畿地方整備局は冠山峠道路開通1年後の整備効果について公表し、8月を除いた4月 - 11月の平日昼間12時間の交通量は598台/12時間、休日昼間12時間の交通量は1,916台/12時間、道路周辺の道の駅「星のふる里ふじはし」、まちの駅「こってコテいけだ」の来場者数が前年比で約1.5倍に増加、2024年（令和6年）4月27日にオープンした「道のオアシス フォーシーズンテラス」（福井県池田町）は、10月末までの約7カ月で14.8万人が来場したと公表した。

## 通過する自治体
一般国道417号の一部であるため、岐阜大垣市から福井南越前町まで国道を道形でアクセス可能である。
- 大垣市 - 揖斐郡池田町 - 揖斐郡揖斐川町 - 今立郡池田町 - 越前市 - 鯖江市 - 丹生郡越前町 - 南条郡南越前町